# Velocitas 1897
El Velocitas 1897 és un club de futbol de Groningen, Països Baixos. Fundat el 1897, va guanyar la Copa KNVB l'any 1933–34. El Velo, com es diu el club informalment, va establir-se com a club de futbol professional des del 1955 fins al 1960.

## Història

### Segle XIX: Fundació
El Velocitas va ser fundat l'1 d'abril de 1897.

### Segle XX: Ascensos i caigudes
Els anys 1904 i 1905, el Velocitas va guanyar campionats regionals a la Derde Klasse. El 1905, va ascendir a la Tweede Klasse i el 1916 a l'Eerste Klasse.

#### 1920-1950: els anys daurats
Des de 1926 fins a 1935, amb l'excepció de 1931–32, el Velocitas va guanyar els campionats regionals de l'Eerste Klasse cada temporada. El 1934, el club va guanyar la Copa KNVB després de vèncer el Feyenoord per 3–2 després de la pròrroga.
El 1952, després d'una llarga i impressionant carrera a l'Eerste Klasse, el Velocitas fou relegat a la Tweede Klasse. El 1954 i el 1955, va guanyar els campionats de la Tweede Klasse. El 1955 va ascendir a l'Eerste Klasse, just quan es va convertir en professional. En acabar 12è, la temporada següent va continuar a la segona categoria professional Tweede Divisie.

#### Dècada de 1960-1990: de nou aficionats; Futbol femení
El 1960, el Velocitas va descendir a l'Eerste Klasse que va tornar al futbol amateur des del 1956. Va guanyar de seguida dos campionats de seccions però no tornaria a jugar a futbol professional. El 1974–75, va jugar un any a la Hoofdklasse.
L'any 1982 es va crear un equip femení que de seguida va guanyar campionats a la Derde Klasse i a la Tweede Klasse. Aquest equip finalment va arribar a la Hoofdklasse i l'Eredivisie nacionals. El 1994, es va afegir un equip de dissabte masculí, jugant la seva primera temporada en una derde klasse regional.

### Segle XXI: el pas al futbol de dissabte
El 2001 l'equip femení i la majoria dels seus jugadors van ser venuts a l'Oranje Nassau Groningen. L'any 2017 l'equip dominical es va suspendre.
El 2018 i el 2019, la primera plantilla del dissabte va guanyar campionats de secció a la Vijfde Klasse i la Vierde Klasse, respectivament. El 2022, el primer equip masculí de dissabte va guanyar un campionat de Derde Klasse i va ascendir a la Tweede Klasse. El 2023, va guanyar un campionat de Tweede Klasse i va ascendir a l'Eerste Klasse.